# Justus de Jerusalém
Justus I Bispo de Jerusalém, cujo nome judeu é Judas, foi um líder cristão judeu do século II e, de acordo com a maioria das tradições cristãs, o terceiro bispo de Jerusalém, cujo episcopado foi por volta de 107-113 D.C. Ele sucede a Simeão de Clopas, que morreu crucificado em 107/1081 ou em 115-117. Ele provavelmente é filho de Tiago, o Justo, um dos irmãos de Jesus. Seu sucessor Zacchea I também é chamado de "o Justo", pois este é o significado do aramaico Zakka.[carece de fontes?]
O dia da festa de Justus foi 24 de novembro.

## Informação biográfica
Pouco se sabe sobre Justus. Ele aparece na terceira posição de todas as listas episcopais de Jerusalém, sucedendo a Tiago o Justo e Simeão de Clopas, começando com a de Eusébio de Cesareia. Ele é provavelmente o líder da comunidade nazarena da cidade, ou pelo menos daqueles que sobreviveram às massivas repressões romanas após a revolta judaica de 66-74 e suas convulsões. Eusébio de Cesareia especifica que ele foi circuncidado, o movimento nazareno se considerando um movimento judeu. No entanto, durante o último quarto do primeiro século, a divisão entre os nazareanos e a comunidade judaica aumentou. Foi provavelmente nessa época que um novo rascunho do Birkat haMinim foi escrito contendo uma maldição sobre os hereges (minim) entre os quais os nazareanos estão incluídos.
Simon Claude Mimouni acredita que é possível que Justus seja filho de Tiago, o “irmão” de Jesus. Nesse caso, teria ingressado ao episcopado com idade avançada, pois teria "necessariamente nascido antes de 61/62, data da execução de seu pai, o que poderia explicar a curta duração de seu mandato", em particular se Simeão morreu sob o consulado de Tibério Cláudio Ático Herodes (133), como indica Eusébio de Cesareia.[carece de fontes?]
Ele é chamado de Justus (forma latinizada de "os Justos") na maioria das fontes. Em uma das listas episcopais, o personagem apelidado de Justus (o terceiro da lista) é apelidado de Barsabas (veja abaixo). Ele é, no entanto, designado sob o nome de Judas por Epifânio de Salamina, que cita a lista das Constituições Apostólicas (VII, 46, 1). Nestes, é relatado que Judas (Justus) é filho de Tiago (Constituições Apostólicas VII, 46, 2) citada duas linhas anteriormente · : quer dizer "Tiago, irmão de Cristo segundo a carne", conforme declarado nas Constituições Apostólicas VIII, 35, 1. O pseudônimo - ou nome - Justus (o Justo) é encontrado com muita frequência entre os membros da família de Jesus, que é ele mesmo chamado de Justo (e não Jesus) por Estevão em seu discurso conforme recomposto nos Atos dos Apóstolos (v. 37), ou por Claudia Prócula, esposa de Pilatos na época de seu julgamento. Seu nome poderia, portanto, ser Judas, mas ele é mais conhecido pelo apelido de "o Justo", que quase se torna um título.[carece de fontes?]

## Justus Barsabee
Uma homilia georgiana preservada em um único manuscrito (Iviron 11) é apresentada como um tratado pelo bispo Barsabeus de Jerusalém. Nenhum bispo com este nome é atestado nas listas usuais, e é certamente um pseudônimo relacionado a "Joseph dit Barsabbas, apelidado de Justus", o azarado candidato à sucessão do traidor Judas (a saber, Matias) em Ac. 1, 23. O editor propõe comparar esta pseudepígrafo ao Justo Bispo de Jerusalém, quarto (e não terceiro como na lista de Eusébio) sucessor de Tiago. É o autor de uma carta preservada em armênio que interpreta o "sal" no batismo da mesma forma que a homilia georgiana, no §8. O mesmo nome, Just of Jerusalem, Patriarch, reaparece no século VI em outra carta armênia, desta vez de um autor muito real, Grégoire Arzrouni. Eusébio de Cesareia também conhece uma tradição, sem dúvida tirada de Papias, que oferece pelo menos um detalhe apócrifo sobre esse quase apóstolo (uma história de cura milagrosa). O Tratado de Barsabée, com base em outras tradições sobre o Just 4º sucessor de Jacques, dependeria de um escrito remontando efetivamente ao Just Barsabée do primeiro século, com vistas a legitimar após a Calcedônia uma sucessão episcopal em Jerusalém em oposição a Juvenal e os patriarcas deste período.[carece de fontes?]